# Mokoboxane
Mokoboxane is een dorp in het district Central in Botswana. De plaats telt 1594 inwoners (2011).